# Стокхольм, Кристиан
Кристиан Стайн Стокхольм (дат. Christian Stein Stokholm; род. 16 апреля 1992, Копенгаген, Дания) — датский футболист, защитник.

## Карьера
Кристиан является воспитанником академии «Брондбю». Оттуда он в 2011 году переехал на Фарерские острова и стал игроком «Б68». Его дебют во взрослом футболе состоялся 26 июля 2011 года в матче чемпионата Фарерских островов против фуглафьёрдурского «ИФ». Всего он принял участие в 12 встречах в рамках первенства архипелага и покинул тофтирцев в конце сезона. Зимой 2012 года защитник вернулся на материк и присоединился к «Фрему», представлявшему Датскую Серию. Кристиан и его команда выиграли этот турнир и вышли во второй дивизион Дании. В первом матче сезона 2013/14 он выводил на поле свой клуб в качестве его капитана. Футболист защищал цвета «Фрема» вплоть до окончания сезона 2017/18.
Летом 2018 года Кристиан перешёл из «Фрема» в «Б93». 20 октября того же года защитник забил первый мяч в карьере, поразив ворота клуба «Сковсховед» в матче второго дивизиона. В 2019 году защитник принял повязку капитана «Б93». Всего в сезоне 2018/19 он отыграл 32 встречи во второй датской лиге и отметился 2 забитыми голами. В сезоне 2019/20 Кристиан провёл 19 игр во втором дивизионе и забил в них 1 гол. Летом 2020 года он ушёл из «Б93».

## Достижения
«Б93»
- Победитель Датской Серии (1): 2011/12 (группа 1)